# Glacier Rennick
Le glacier Rennick est un important glacier de la chaîne Transantarctique, en Antarctique.
Il mesure 320 kilomètres de long et atteint l'océan Austral au niveau de la baie Rennick (en).
Il porte le nom d'Henry Edward de Parny Rennick (1881-1914), un officier du navire à bord du Terra Nova, navire principal de l'expédition Terra Nova (1910-1913).